# Przeobrażenie torfowe
Przeobrażenie torfowe (łac. sphagnum) – zjawisko występujące w zwłokach na torfowiskach. Polega na demineralizacji tkanki kostnej i wygarbowaniu powłok skórnych. Substancją powodującą wygarbowanie powłok skórnych jest występujący w środowisku bagiennym kwas taninowy. Pod wpływem ciśnienia mas torfowych dochodzi do spłaszczenia zwłok.